# Lamar Johnson
Lamar Johnson (Toronto, 18 juli 1994) is een Canadees acteur en danser. 

## Filmografie
- Full Out (2016) als Twist
- Kings (2017) als Jesse Cooper
- The Hate U Give (2018) als Seven Carter
- Native Son (2019) als Gus
- Dark Phoenix (2019) als Match (cameo)
- All the Bright Places (2019) als Charlie
- The Last of Us (2023) als Henry Burrell

- Library of Congress Control Number: no2019014621
- Nationale Bibliotheek van Israël: 987011050541005171
- Système universitaire de documentation: 232616175
- Virtual International Authority File: 2154257818124151344
- WorldCat: E39PBJrrr7yBFjvfMWmKVDdmh3